# Youri Sarantsev
Youri Dmitrievitch Sarantsev (en russe : Юрий Дмитриевич Саранцев), né le 7 octobre 1928 à Bolchoï Melik dans l'Union soviétique et mort le 24 août 2005 à Moscou (Russie), est un acteur soviétique et russe.

## Filmographie partielle
- 1951 : Le Médecin de campagne (Сельский врач) de Sergueï Guerassimov
- 1954 : Trois Hommes sur un radeau (Верные друзья) de Mikhaïl Kalatozov
- 1955 : Poème pédagogique (Педагогическая поэма) de Alexeï Maslioukov et Metchislava Maïevskaïa
- 1961 : La Planète des tempêtes (Планета бурь) de Pavel Klouchantsev
- 1965 : L'Hyperboloïde de l'ingénieur Garine (Гиперболоид инженера Гарина) de Konstantin Youdine
- 1965 : Trente-trois (Тридцать три) de Gueorgui Danielia
- 1969 : Crime et Châtiment (Преступление и наказание) de Lev Koulidjanov
- 1970 : La Fin de l'ataman (Конец атамана) de Chaken Aïmanov
- 1973 : Seuls les vieux vont au combat (В бой идут одни «старики») de Leonid Bykov
- 1983 : Les Demidov (Демидовы) de Yaropolk Lapchine
- 1984 : Romance cruelle (Жестокий романс) de Eldar Riazanov
- 1985 : One Second for a Feat (Секунда на подвиг) de Eldor Ourazbaïev

## Récompenses et nominations

### Récompenses
- 2000 : Artiste du peuple de la fédération de Russie[1]